# Divadelní spolek Jezírko
Divadelní spolek Jezírko je amatérský divadelní soubor v Plzni.

## Počátky spolku
Divadelní spolek Jezírko je jedním z nejstarších souborů na území města Plzně. Již v roce 1916 se na Košutce sešlo několik zájemců o divadlo, aby založili při místním DTJ v rámci České besedy divadelní ochotnický spolek. Byli to hlavně manželé Nádeníkovi, manželé Opolzerovi, Josef Bíba, pan Puchta, paní Svobodová a paní Hodačová, prvním představením se stalo Srdíčko z lásky, které odehráli v lochotínském pavilónku.
Divadelníci se scházeli u Kouřimů a hrálo se v přírodě. Až když byl při restauraci U Pavlů vybudován sál s jevištěm, získali ochotníci své stálé zázemí. O scénické provedení a stavbu kulis se v té době staral Ondřej Kail, který byl žákem profesora Skupy a o techniku Josef Morava. Spolek uváděl pravidelně několik her do roka, především hry J. K. Tyla, V. K. Klicpery, A. Jiráska a mnoha dalších obrozeneckých autorů. Soubor vystupoval nepřetržitě do roku 1943, kdy byl při náletu zničen jak hostinec, tak i veškerý majetek spolku. Členové však nezaháleli a začali pracovat po boku divadelních ochotníků z Bolevce v sále Lidového domu, kde bylo místo pro 400 diváků.

## Činnost po roce 1945
Hned v roce 1945 se ale z iniciativy mládeže začal stavět nový kulturní dům i s jevištěm a divadelními šatnami a tento kulturní dům se stal stálým sídlem divadelních ochotníků na Košutce, kteří se společně se svazem mládeže zasloužili o jeho výstavbu brigádnickou prací. Už v roce 1946 bylo uvedeno první představení na vlastní scéně, v roce 1948 přešel divadelní soubor pod správu Osvětové besedy, později pod Městské kulturní středisko.
Po zbourání Lidového domu v Bolevci v roce 1977 se spojili bolevečtí ochotníci se spolkem na Košutce a tak vznikl jeden velký soubor. Prvním společným představením byla Lucerna od Aloise Jiráska a nový velký soubor se přejmenoval na Divadelní soubor Lucerna. Za dlouhou dobu trvání souboru se vystřídalo několik vedoucích a režisérů, pro příklad můžeme jmenovat Jardu Nocara, Škardu, Raise, Truxu, Sladkého, Horáčkovou, Naxeru, Kučeru a z hostujících Františka Juřičku, Václava Kuchyňku a Václava Beránka. Divadelní soubor Lucerna hrál na Košutce na Jezírku a předvedl svým divákům tisíce divadelních představení různých žánrů od her lidových až po operetky a hry se zpěvy, přes komedie až k antickému dramatu. Z řad spolku vyšli i někteří profesionální herci, např. plzeňským divákům dobře známý Antonín Hajšman.
Takto působili košutečtí divadelníci až do roku 1990, kdy museli kulturní dům, který si svépomocí postavili, opustit a uvolnit ho pro firmu Baccardi, která ho získala ve výběrovém řízení. Firma přetvořila interiér na velkou diskotéku, kde již pro divadlo nebylo místo. S převzetím objektu sice firma převzala i patronát nad spolkem, ale ten po zániku samotné firmy zmizel společně s ní.

## Změny v devadesátých letech
Jezírko jako jméno divadelního spolku je spojeno až se znovuobnovením spolkové činnosti v roce 1993. Soubor toto jméno přijal jako připomínku na mnoho divadelních her, které uvedl u košuteckého jezírka a odstěhoval se do Lidového domu v Černicích, kde zkoušel a hrál několik let. Vedoucím a režisérem se v této době stal Jaroslav Pára a zde se také zrodila podoba spolku tak, jak ji známe dnes. Divadlo plné mladých lidí, kteří se snaží zaujmout ještě mladší, dětské publikum. Pro tyto malé diváky se povedlo zavést v zimních měsících stálý program, víkendová představení pro děti. Během let bylo nastudováno a dopremiérováno několik nových představení: pohádková hra Zvířátka a Petrovští, která se dočkala rekordních sto repríz, obnovená premiéra hry Cesta do pohádky a zpátky, pohádky Hurá do pekla!, O princezně solimánské a loutkového představení Veselá medvíďata. Na některých těchto projektech se na scéně podílel výtvarník Jaroslav Hrubý. A právě zde v Černicích také soubor oslavil své jubileum a to 80 let trvání.
Poté došlo k dalšímu stěhování. Přibližně ze stejných důvodů jako v předešlém případě, a to že noví majitelé a pronajímatelé raději sál zavřou, než by ho nechali využívat bez velkých výdělků. Po nuceném odchodu z Lidového domu v Černicích se stal soubor samostatným výdělečným subjektem, závislým na dotacích, sponzorech a především na vlastním výdělku. Soubor se na necelé dvě sezóny usídlil v Lidovém domě na Bílé Hoře, kde byla opět snaha zavést pravidelný nedělní program, a kde jsme obohatili repertoár o další premiéry O statečné princezně a pro nejmenší diváky pohádkové pásmo O perníkové chaloupce a Červená Karkulka.
Vzhledem k velmi nepříznivým podmínkám byl soubor opět před nutností změnit své působiště a tím se pro nás stala sokolovna v Křimicích u Plzně. Stálý program byl narušen rozsáhlou rekonstrukcí sokolovny, i přesto zde vznikly další projekty, a to premiéra hry O ptáku Ohniváku a lišce Ryšce a pohádka Pasáček vepřů.

## Křimické zámecké divadelní slavnosti a současnost
V Křimicích se zrodil a uskutečnil nápad, který se stal v parku zdejšího zámku tradicí, Křimické zámecké divadelní slavnosti. V roce 2001 k této příležitosti byla uvedena jedna z nejkrásnějších her Williama Shakespeara Sen noci svatojánské, která se zde hrála po tři večery. V roce dalším spolek pořádal letní večery ve společnosti pohádkových příběhů a široké veřejnosti celý týden. Diváci se setkali s elfy Shakespearova příběhu, ale také s Haničkou, vodníky Jiráskovy Lucerny a jinými pohádkovými postavami z repertoáru spolku.
Pro tuto příležitost byla upravena pro venkovní prostředí pohádka O ptáku Ohniváku a lišce Ryšce a rovněž se zde odehrála premiéra nové hry Hora Magura. Od roku 2003 je v našem repertoáru rovněž v křimickém zámeckém parku odpremiérovaná hra J.K.Tyla Hody divých žen aneb Strakonický dudák. V roce 2005 byl křimický zámecký park svědkem premiéry hry E. Labiche – M. Horníčka Slaměný klobouk.
Celý tento projekt divadelních slavností by se nikdy nemohl uskutečnit bez podpory rodiny Lobkowiczů.
Kvůli rekonstrukci křimické sokolovny došlo k dalšímu stěhování, domovskou scénou se na čas stal sál "U Ženíšků" v Červeném Hrádku. V roce 2005 se naskytla příležitost vrátit se do opraveného Lidového domu v Černicích, nicméně od září 2005 působí spolek v Kulturním domě Šeříková v Plzni.